# 스무살 (가수)
스무살(본명: 황대현, 1987년 2월 16일~)은 2013년에 데뷔한 대한민국의 싱어송라이터이다. ‘누구나 거쳐 온 혹은 거쳐 갈 가장 찬란한 시기’라는 의미를 담고 있는 스무살은 단순한 나이가 아닌 누군가에게 추억이 되고 다시 돌아보게 되는 그때를 의미한다. 또한 '스무살'이라는 예쁜 단어 안에는 여러 감성이 섞여 있는 것 같다며 소년과 어른의 느낌이 동시에 담겨있는 스무살을 예명으로 쓰게 되었다. 그는 정식으로 음악을 배우지도, 관련 전공학과를 나오지도 않았지만 그저 음악이 좋다는 이유로 첫 앨범을 좁은 방 안에서 자력으로 만들어냈다.
즉, ‘스무살’은 단어만 들어도 설레는 스무살처럼 풋풋하고 섬세한 감성을 담아 노래하며 삶에서 느낄 수 있는 평범한 순간들을 담아 누구나 쉽게 공감할 수 있는 이야기를 노래하겠다는 포부가 드러나는 예명이다.

## 생애
스무살의 원래 꿈은 농구선수였다고 한다. 초등학교 때까지 주전 선수로 활동했을 뿐만 아니라 대회를 나가면 MVP를 거머쥘 정도로 농구를 잘했다. 하지만 집안 사정상 그만두게 되었고 이 후 처음으로 하고 싶었던 것이 음악이었다고 한다. 스무살은 고등학교 당시 어퓨라는 밴드에서 보컬을 맡아했다. 당시는 딱 떨어진 그림처럼 기승전결로 가는 것만 음악이라고 생각하여 겉멋이 든 음악을 했다. 하지만 계속 듣다보니 음악이 들리고 군대를 다녀오고 나서 20대 후반부터 음악에 대한 존경심을 가지고 활동하게 되었다고한다. 그는 그의 데뷔가 거창하지 않다고 말한다. 좁은 방에서 간단한 녹음 장비로 혼자 음악을 만들고 쓴 곡을 직접 불러보면서 천천히 세상에 나갈 준비를 했다. 데뷔의 시작은 혼자서 프로듀싱을 하고 작사, 작곡, 보컬 등 모든 것을 손대면서가 아닐까 싶다. 
이렇게 많은 것들을 하게 된 건 노래만 하던 '스무살'이 세상에 노래를 잘 하는 사람이 많다는 것을 깨달은 이후이다. 오롯이 자신만의 빛나는 곡을 만들기 위해서 화성악 공부를 시작하고 자연스럽게 피아노도 배웠다. 그러다보니 기타도 치게 되고 중,고등학교 때 교회에서 배운 드럼도 도움이 되었다고 한다. 하지만 음악은 돈벌이가 되지 않기 때문에 28세 때까지는 음악이 주업이지만 여러 가지 일도 많이 했다. 힘겨운 상황들을 극복하고 열심히 하다보니 인디신에서 인정 받고 쇼파르 뮤직에 소속하게 되었다.
그는 앞으로 '흰색'같은 음악을 만들고 싶다고 했다. 언제 어디서나 잘 어울리고 심플하면서도 가장 자유로운 색깔이라고 생각한다며 더 좋은 곡, 노래를 만들어 낼 것이라 다짐했다.

## 음반 목록

### 정규 앨범
| 순서 | 정보                                                     | 트랙 리스트 |
| ---- | -------------------------------------------------------- | --- |
| 1    | 《다시, 스무살》 - 발매일: 2015년 7월 24일               | 1. 다시, 스무살 2. 유아 (You are) 3. 얼음땡 4. 걷자, 집앞이야 (Feat. 주예인) 5. 롤러코스터 6. 내 맘 같지 않은 오후 7. 지워지지 않는 11자리 번호 (Feat. 문현아) 8. 마치 오늘 같으니까 9. 난 너의 피터팬 10. 한번 더 (Feat. 지혜) 11. 샌디에고 |
| 2    | 《2nd Part 1 '듣고 싶어질 때》 - 발매일: 2016년 3월 18일 | 1. Who is? 2. Would you marry me? 3. 이런 친구 사이 4. 그날, 그때 우리 (Feat. 한올) 5. Under the sky 6. 뽀드득 (Feat. 바닐라어쿠스틱) 7. 아득한 별                                                                                           |

### 비정규앨범
| 순서 | 정보                                                                      | 트랙 리스트 |
| ---- | ------------------------------------------------------------------------- | --- |
| 1    | 《스무살 (20 Year Of Age)》 - 발매일: 2013년 1월 2일                      | 1. 스무살 2. 그린비 3. 한번더 |
| 2    | 《Down And High (툴툴송)》 - 발매일: 2013년 10월 2일                      | 1. Down And High (툴툴송) |
| 3    | 《마치 오늘 같으니까》 - 발매일: 2014년 1월 23일                          | 1. 마치 오늘 같으니까 |
| 4    | 《달세뇨》 - 발매일: 2014년 4월 17일                                      | 1. 달세뇨 (With 송푸름) |
| 5    | 《걷자, 집앞이야》 - 발매일: 2014년 6월 2일                               | 1. 걷자, 집앞이야 (Feat. 주예인) |
| 6    | 《20》 - 발매일: 2014년 10월 20일                                         | 1. 스무살 2. 걷자, 집앞이야 (Feat. 주예인) 3. 샌디에고 (Guitar Feat. 레이윤 of 신나는 섬) 4. 한번더 5. 지워지지 않는 11자리 번호 (Feat. 문현아) 6. 마치 오늘 같으니까 7. 달세뇨 (Feat. 송푸름) 8. 그린비 |
| 7    | 《데려다 줄 수 없어》 - 발매일: 2015년 3월 25일                           | 1. 데려다 줄 수 없어 (Feat. 차수민) |
| 8    | 《아득한 별》 - 발매일: 2015년 10월 16일                                  | 1. 아득한 별 |
| 9    | 《뽀드득》 - 발매일: 2015년 12월 29일                                     | 1. 뽀드득 |
| 10   | 《쇼파르뮤직 컴필레이션 Vol. 2 'Romantic Wish'》 - 발매일: 2016년 1월 8일 | 1. Romantic Wish-바닐라 어쿠스틱, 스웨덴 세탁소, 김사랑, 김지수, 스무살, 레터 플로우, 볼빨간사춘기 |
| 11   | 《그날, 그때 우리》 - 발매일: 2016년 1월 8일                              | 1. 그날, 그때 우리 (Feat. 한올) |
| 12   | 《어쩌면 위로가 필요했던 우리》 - 발매일: 2016년 6월 24일                 | 1. 어쩌면 위로가 필요했던 우리 |
| 13   | 《Talk about》 - 발매일: 2016년 8월 5일                                   | 1. Talk about (Feat. 다영) |
| 14   | 《2nd Part 2 '듣고 싶어질 때'》 - 발매일: 2016년 12월 1일                 | 1. AM 2. 일시정지 3. 별이 서쪽에서 뜬다면 4. 너와, 사계절 (Feat. 문빛) 5. 거기 있어준다면 6. 난 당신에게 어떤 사람일까요 7. 어쩌면 위로가 필요했던 우리                                                  |
| 15   | 《남이 될 수 있을까》 - 발매일: 2017년 6월 13일                           | 1. 남이 될 수 있을까-볼빨간사춘기, 스무살 |
| 16   | 《찰나의 찬란함》 - 발매일: 2017년 7월 5일                                | 1. 두 개의 별 2. 전화할게 3. 떠올려줘 4. 이불 킥 5. 날씨가 미쳤어 |
| 17   | 《걔 말고》 - 발매일: 2017년 9월 12일                                     | 1. 걔 말고 |
| 18   | 《나를 지나고 나면》 - 발매일: 2017년 12월 5일                            | 1. 나를 지나고 나면 |
| 19   | 《X》 - 발매일: 2018년 1월 30일                                           | 1. X |
| 20   | 《브레이커스 Part 2》 - 발매일: 2018년 4월 28일                           | 1. O.F.F (Feat. 개코)-페노메코(PENOMECO) 2. 걔 말고 (Feat. 크루셜스타)-스무살 |
| 21   | 《BUS STOP》 - 발매일: 2018년 7월 10일                                    | 1. BUS STOP |
| 22   | 《니가 생각나는 밤 (Rainy Night)》 - 발매일: 2018년 8월 29일              | 1. 니가 생각나는 밤 (Rainy Night) |
| 23   | 《미안 (Feat. 안지연)》 - 발매일: 2018년 9월 27일                         | 1. 미안 (Feat. 안지연) |
| 24   | 《왜 그때는》 - 발매일: 2019년 2월 11일                                   | 1. 왜 그때는 2. 왜 그때는 (Inst.) |
| 25   | 《봄날 크리스마스》 - 발매일: 2019년 4월 17일                             | 1. 봄날 크리스마스 (Guitar 정성하) 2. 너의 날씨는 어때 |

### 참여앨범
| 순서 | 정보                                                             | 트랙 리스트 |
| ---- | ---------------------------------------------------------------- | --- |
| 1    | 《치즈인더트랩 OST Part 1》 - 발매일: 2016년 1월 5일             | 1. 어쩌면 좋아-우주히피 2. 치즈인더트랩-스무살 3. Golden Coconut Club (Sentimental Scenery Mix)-티어라이너(Tearliner) 4. 우리 소곤소곤 (Sentimental Scenery Mix)-티어라이너(Tearliner) |
| 2    | 《치즈인더트랩 OST Part 7》 - 발매일: 2016년 2월 23일            | 1. 살랑 어쩌면 사랑 (Feat. 타루)-티어라이너(Tearliner) 2. 치즈인더트랩 (Vocal 서하)-스무살 3. 천연곱슬-티어라이너(Tearliner) 4. 꿈 속의 너-티어라이너(Tearliner) |
| 3    | 《치즈인더트랩 OST Special Edition》 - 발매일: 2016년 3월 8일    | CD 1 1. 치즈인더트랩-스무살 2. 어쩌면 좋아-우주히피 3. Such (Feat. 조현아 of 어반자카파)-강현민 4. 말없는 슬픔-사람또사람 5. I am Love (Feat. 요조)-티어라이너(Tearliner) 6. 아인퓔룽 (Einfuhlung)-티어라이너(Tearliner) 7. 너를 채운다. 너를 지운다. (Feat. 서프라이즈)-티어라이너(Tearliner) 8. Go (English Ver.) 9. 사랑인가 봐요 (Feat. 징고 of SuperKidd)-몽키즈(Monkeyz) 10. Go (Korean Ver.) (Acoustic Ver.)-솔튼페이퍼(SALTNPAPER)                            |
| 3    | 《치즈인더트랩 OST Special Edition》 - 발매일: 2016년 3월 8일    | CD 2 1. 너와 나의 시간은-바닐라 어쿠스틱(Vanilla Acoustic) 2. 조금만 더-스웨덴세탁소 3. Go (Korean Ver.)-솔튼페이퍼(SALTNPAPER) 4. 그냥 좋은데-TETE 5. 이끌림 (Feat. 김고은)-티어라이너(Tearliner) 6. 치즈인더트랩 (Feat. 서하)-스무살 7. 살랑 어쩌면 사랑 (Feat. 타루)-티어라이너(Tearliner) # Go (English Ver.) 8. Hide and Seek (OST Ver.)-Love X Stereo 9. 첫만남-로우엔드 프로젝트(Low End Project) 10. Go (English Ver.) (Acoustic Ver.)-솔튼페이퍼(SALTNPAPER) |
| 4    | 《어울리게 칠해줘》 - 발매일: 2018년 4월 12일                    | 1. 안아줘요 2. 같은 말 3. 너를 담아 봄 (Feat. 스무살) 4. 너만 생각나 5. 어울리게 칠해줘 6. 끝이 아닌 것 같아서 7. 뒤에서 걸을게 8. 너이기를 9. 데이트 10. 여행중 11. 울컥해 |
| 5    | 《A Walk to Remember - Special Album》 - 발매일: 2019년 5월 30일 | 1. 덕수궁 돌담길의 봄 (Feat. 10cm) 2. 여름밤 (Feat. 스무살) (Summer Night) 3. 바람이 불면 (When The Wind Blows) 4. 너에게 (To You) 5. Promise |

## 공연
- 2015년 5월 어느 날의 오늘

- 2015년 6월 Eudaimonia Part.2

- 2015년 6월 고요

- 2015년 7월 하동 알프스 축제

- 2015년 8월 쁘띠첼 썸머 디저트&뮤직 피크닉

- 2015년 8월 아트엠 콘서트

- 2015년 8월 열린예술무대 뒤란

- 2015년 9월 정규 1집 <다시, 스무살> 발매기념 단독콘서트

- 2015년 9월 Have A Nice Day

- 2015년 10월 클럽데이 공연

- 2015년 11월 My song for you Vol.2

- 2015년 12월 단독공연 신입생 환영회

- 2015년 12월 A.N.D 공연

- 2016년 1월 쇼파르쇼 vol.4

- 2016년 2월 Have A Nice Day #2

- 2016년 4월 미니앨범 발매기념 단독콘서트

- 2016년 5월 그린플러그드 서울 2016

- 2016년 6월 레인보우 아일랜드 뮤직&캠핑 2016

- 2017년 5월 그린플러그드 서울 2017

- 2017년 8월 스무살 ‘찰나의 찬란함’ 발매기념 콘서트

- 2017년 9월 Someday Festival 2017

- 2017년 10월 스무살 앵콜 콘서트 [걔 말고]

- 2018년 3월 롤링 23주년 기념 공연 vol.29 빌리어코스티X스무살

- 2018년 9월 2018 멜로디 포레스트 캠프

- 2018년 9월 2018 렛츠락 페스티벌 Vol.12

- 2018년 10월 그랜드 민트 페스티벌 2018

- 2018년 11월 스무살 단독 콘서트 - 스무살학개론

- 2019년 3월 스무살 단독 콘서트 ‘너의 날씨는 어때’

- 2019년 4월 2019 렛츠스프링 페스티벌 - 고양[12]
- 2023년 2월 스무살 소극장 콘서트 '동창회'

## 출연작품
2018년 Mnet 브레이커스 (BREAKERS)

## 무살 TV
- 무살 TV 황식당편[13]
- 무살TV 밤드라이브 편[14]
- 2019학년도 새해맞이 신조어 학력 평가[15]
- 스무살 탐구생활 EP.1 #고뇌[16]
- 스무살 탐구 생활 EP.2 #홈스윗홈[17]
- 스무살 탐구 생활 EP.3 #스무살의빅드림[18]
- 스무살 탐구 생활 EP.4 #너의날씨는어때[19]
- 무살TV 휴게소 먹방편[20]